# Aegilops sharonensis
Aegilops sharonensis là một loài thực vật có hoa trong họ Hòa thảo. Loài này được Eig mô tả khoa học đầu tiên năm 1928.